# Thomas Jefferson Természettudományi és Műszaki Középiskola
A Thomas Jefferson Természettudományi és Műszaki Középiskola (angolul Thomas Jefferson High School for Science and Technology) regionális beiskolázású állami középiskola a virginiai Alexandriában, az Egyesült Államokban. Az intézmény négyosztályos: a tanulók a 9–12. osztályokba járnak (tipikusan 15-18 korúak). Évfolyamonként mintegy 450 diák tanul itt. Az iskola 2021-ben első helyen végzett a U.S. News and World Report és az RTI International 24 000 amerikai állami középiskolát felölelő rangsorában.

## Fenntartó
Az iskola fenntartója a Fairfax County Public Schools, amely Fairfax megye állami iskoláinak kezelő intézménye. Az iskolába azonban nem csak Fairfax megyéből hanem a szomszédos Loudoun és Arlington megyékből, valamint Alexandria megyei jogú városból is járnak diákok, és a fenntartás költségeiből ezek a közigazgatási egységek is kiveszik a részüket. Az iskola Fairfax megyében helyezkedik el.

## Iskolavezetés, tanári kar
Az iskola igazgatója Ann Bonitatibus; helyettesei Shawn Frank, Cynthia Hawkins és Volita Russel. Az iskolának mintegy 180 oktatója van, tehát nagyjából tíz diákra jut egy tanár. Érdekesség, hogy a tantestület két tagja (Gábor Péter matematika-számítástechnika szakos tanár és Oszkó Szilvia némettanár) magyar származású.

## Diákok
A 2017-18-as tanévben az iskolának 1786 diákja volt. A tanulóknak mintegy 40 százaléka lány. A diákok származását tekintve 68% ázsiai, 21% fehér, 5% indián, alaszkai vagy csendes-óceáni bennszülött, 2% afroamerikai, további 2% latin-amerikai származású, a többiek pedig egynél több kategóriába tartozónak tekintik magukat. A családok anyagi helyzetére jellemző, hogy a tanulók mindössze 2 százaléka jogosult ingyenes vagy csökkentett árú iskolai ebédre.